# 날아다니는 스파게티 괴물의 복음서
《날아다니는 스파게티 괴물의 복음서》(The Gospel of the Flying Spaghetti Monster)는 바비 헨더슨이 쓴 풍자서로, 날아다니는 스파게티 괴물교 또는 파스타파리아니즘의 주요 신념을 구체화한다. 날아다니는 스파게티 괴물(Flying Spaghetti Monster, FSM)은 헨더슨이 캔자스주 교육위원회에 보낸 공개 편지에서 지적 설계의 개념을 패러디하면서 만들어졌다. 그가 편지를 자신의 웹사이트에 올리자 이는 인터넷에서 화제가 되었고, 주류 언론과 출판사들의 관심을 끌었다.
책은 창조 신화, 8개의 "웬만하면 하지 말았으면 하는 것들"(I'd Really Rather You Didn'ts), 전도 지침을 포함하고, 파스타파리안의 관점에서 역사와 생활방식을 논한다. 풍자를 통해 FSM의 존재를 증명함으로써 지적 설계의 대안을 제시한다.

## 배경
캔자스주 교육위원회는 공립학교에서 진화론과 함께 지적 설계를 가르칠 것인지 논의를 시작했다. 당시 24세였던 오리건 주립 대학교 물리학과 졸업생 바비 헨더슨은 2005년에 교육위원회에 보낸 공개 편지에서 FSM에 대한 믿음을 공언함으로써 지적 설계의 개념을 패러디했다.
저는 전국의 과학 교실, 궁극적으로 전세계에서 다음 3가지 이론에 동일한 시간이 주어질 때를 기대합니다. 즉, 시간의 3분의 1은 지적 설계에, 3분의 1은 날아다니는 스파게티 괴물주의에, 3분의 1은 압도적인 관찰 가능한 증거에 기초한 논리적 추측에 써야 합니다.

교육위원회로부터 답장이 없자 헨더슨은 편지를 자신의 웹사이트에 올렸다. 얼마 지나지 않아 파스타파리아니즘은 인터넷에서 화제가 되었고, 뉴스 미디어의 관심을 받았다. 빌라드는 책의 출판을 위해 헨더슨에게 선금 8만 달러를 지불했다.

## 요약
책은 파스타파리아니즘의 교리를 제시하며 창조 신화, 전도 지침, FSM의 존재에 대한 유사과학적 증거, 여러 파스타 말장난을 포함한다. 변경된 스톡 사진과 조잡한 그림을 이용해 진화론의 문제점을 지적하고, 인류 역사 속 파스타파리아니즘의 증거를 제시하고, FSM이 우리가 삶을 어떻게 살기 바라는지 공개한다. 또한 해적의 수가 감소함에 따라 지구의 기온이 상승했다고 주장한다. 많은 사람들이 할로윈에 해적으로 변장하고, 10월 31일 다음은 이전보다 일반적으로 추운 것을 이 주장의 근거로 제시한다. 이는 상관관계가 인과관계를 의미하지 않는다는 것을 보여주기 위한 것이다.
책은 "당신이 우리를 좋아하지 않는다면, 당신의 원래 종교가 당신을 다시 데려갈 것"이라고 말하며 독자들에게 30일 동안 파스타파리아니즘을 시도할 것을 권유한다.

## 파스타파리안 창조 신화
보이지 않고 감지할 수 없는 FSM은 우주를 창조했다. 첫째 날에는 어둠에서 빛을 분리했다. 비행에 지치고 물을 오랫동안 밟지 못해 둘째 날에는 맥주 화산이 있는 땅을 창조했다. 맥주를 맛본 후 셋째 날에는 숙취가 있는 채로 깨어났다. 전날에 땅을 만들었다는 것을 잊어버려서 다시 땅을 창조한 후 둘째 날의 땅을 천국으로 올렸다. 이후 난쟁이를 창조해 이를 인간이라고 불렀다.
책은 창조는 5천 년 전에 일어났으나, FSM이 우리를 속이기 위해 과학적 데이터를 바꿨다고 주장한다. 또한 파스타파리아니즘은 지적 설계처럼 결론을 먼저 내리고 이를 뒷받침할 증거를 모은다고 설명한다.

## 모지 선장과 8개의 웬만하면 하지 말았으면 하는 것들
모지 선장은 FSM으로부터 조언을 담은 10개의 석판을 받았으나, 2개는 살사산에서 내려오는 길에 떨어졌다. 이 사건은 "파스타파리안들의 어설픈 도덕 기준을 부분적으로 설명"한다.

## 평가
《오스틴 크로니클》의 웨인 브레너는 책이 "과학과 미신 사이의 지나치게 심각한 싸움에 필요한 약간의 우스꽝스러운 휴식"이라고 평했다. 《데일리 텔레그래프》의 사이먼 싱은 책이 약간 반복적이나, 전반적으로 "훌륭하고 도발적이며 재치 있고 중요한 보석"이라고 칭찬했다. 한편 디스커버리 연구소의 케이시 러스킨은 책이 신약성경을 조롱한다고 비판했다.